# Betty Ong
Betty Ann Ong (kitajsko: 鄧月薇), ameriška stevardesa, * 5. februar 1956 San Francisco, Kalifornija, ZDA, † 11. september 2001, Let 11 American Airlines, Severni stolp, World Trade Center, New York, ZDA.
11. septembra 2001 je bila stevardesa na letu 11 American Airlines, ko so letalo ugrabili teroristi v okviru terorističnih napadov tega dne. Ong je bila prva oseba, ki je ameriške oblasti obvestila o ugrabitvi. Ong je kmalu po ugrabitvi obvestila družbo American Airlines, s katero je ostala v stiku 25 minut in posredovala pomembne informacije, zaradi katerih je FAA prvič v zgodovini Združenih držav Amerike zaprla zračni prostor. Zaradi tega je Komisija 11. septembra Ong razglasila za junakinjo.

## Biografija
Betty Ong se je rodila kot hči Harryja Onga in Yee-gum Ong. Odraščala je v mestni kitajski četrti in končala srednjo šolo George Washington. Njena družina je imela trgovino z živili. Ong je imela dva starejša brata in starejšo sestro: Cathie, Glorio in Harryja. Betty je začela delati kot stevardesa leta 1987. Nazadnje je živela v Andoverju v Massachusettsu. 
Bila je zaročena z Robertom Laundrumom.
11. septembra 2001 je Ong delala kot stevardesa na letu 11 American Airlines, katerega cilj pristanka je bil Los Angeles. Načrtovala je, da bo po prihodu v Los Angeles s svojo sestro odšla na dopust na Havaje. Letalo je z letališča vzletelo ob 7:59, ugrabljeno pa je bilo ob 8:14, medtem ko je Ong delila zajtrk potnikom, ki so jih ugrabitelji potisnili na zadnji del letala. Po ugrabitvi je bila Ong skupaj s stevardeso Madeline Amy Sweeney prva, ki je poklicala družbo American Airlines in jo obvestila o ugrabitvi letala. Ong in Sweeney sta nato posredovala poročilo o številkah sedežev treh ugrabiteljev. Med Airfone klicem je Ong poročala, da nihče od posadke ne more stopiti v stik z letalsko kabino, niti odpreti vrat in da so bili potnik Daniel M. Lewin ter dve stevardesi, Karen Martin in Bobbi Arestegui, zabodeni. 
Ong je na zvezi preko telefona z družbo American Airlines ostala do približno 8:45, ko je sporočila, kje točno leti letalo. Ob 8:46 je nato letalo trčilo v Severni stolp World Trade Centra. Ong je v trku umrla skupaj z 92 ljudmi na krovu. 

## Zapuščina
21. septembra 2001 se je okoli 200 članov kitajsko-ameriške skupnosti v San Franciscu zbralo v majhnem parku, da bi se poklonili Ong. Prisotni župan San Francisca, Willie Brown, je izdal razglas v čast ljudem, ki so umrli v tragediji in 21. september imenoval »Dan Betty Ong«. 
Leta 2002 so bili Ong, Sweeney in kapitan leta 11 John Ogonowski uvodni prejemniki nagrade Madeline Amy Sweeney za civilni pogum, Nagrado je ustanovila vlada Massachusettsa, da jo letno podeli vsaj enemu prebivalcu Massachusettsa za prikaz izjemnega poguma pri obrambi ali reševanju življenj drugih. 
Bettyino ime je napisano na spomeniški plošči spominskega mednarodnega parka 11. septembra v New Yorku.